# Pápua Új-Guinea az 1988. évi nyári olimpiai játékokon
Pápua Új-Guinea a dél-koreai Szöulban megrendezett 1988. évi nyári olimpiai játékok egyik részt vevő nemzete volt. Az országot az olimpián 4 sportágban 11 sportoló képviselte, akik érmet nem szereztek.

## Atlétika
Férfi
| Versenyző    | Versenyszám | Előfutam | Előfutam | Előfutam | Negyeddöntő | Negyeddöntő | Negyeddöntő | Elődöntő | Elődöntő | Elődöntő | Döntő   | Döntő    |
| Versenyző    | Versenyszám | Idő      | Hely.    | Össz.    | Idő         | Hely.       | Össz.       | Idő      | Hely.    | Össz.    | Idő     | Helyezés |
| ------------ | ----------- | -------- | -------- | -------- | ----------- | ----------- | ----------- | -------- | -------- | -------- | ------- | -------- |
| John Hou     | 100 m       | 10,96    | 7.       | 81.*     | kiesett     | kiesett     | kiesett     | kiesett  | kiesett  | kiesett  | kiesett | kiesett  |
| Takale Tuna  | 200 m       | 21,95    | 7.       | 53.      | kiesett     | kiesett     | kiesett     | kiesett  | kiesett  | kiesett  | kiesett | kiesett  |
| Takale Tuna  | 400 m       | 47,87    | 3.       | 47.      | 47,48       | 8.          | 32.         | kiesett  | kiesett  | kiesett  | kiesett | kiesett  |
| John Siguria | 800 m       | 1:56,12  | 8.       | 63.      | kiesett     | kiesett     | kiesett     | kiesett  | kiesett  | kiesett  | kiesett | kiesett  |
| John Siguria | 1500 m      | 4:07,04  | 15.      | 57.      |             |             |             | kiesett  | kiesett  | kiesett  | kiesett | kiesett  |
| Aaron Dupnai | 10 000 m    | 32:50,63 | 20.      | 41.      |             |             |             |          |          |          | kiesett | kiesett  |
| Aaron Dupnai | Maraton     |          |          |          |             |             |             |          |          |          | 2:41:47 | 75.      |

Női
| Versenyző   | Versenyszám | Előfutam      | Előfutam      | Előfutam      | Döntő   | Döntő    |
| Versenyző   | Versenyszám | Idő           | Hely.         | Össz.         | Idő     | Helyezés |
| ----------- | ----------- | ------------- | ------------- | ------------- | ------- | -------- |
| Poloni Avek | 1500 m      | 4:46,49       | 14.           | 27.           | kiesett | kiesett  |
| Poloni Avek | 3000 m      | nem ért célba | nem ért célba | nem ért célba | kiesett | kiesett  |

| Versenyző       | Versenyszám | 100 m gát | 100 m gát | Magasugrás | Magasugrás | Súlylökés | Súlylökés | 200 m | 200 m | Távolugrás | Távolugrás | Gerelyhajítás | Gerelyhajítás | 800 m   | 800 m | Végeredmény | Végeredmény |
| Versenyző       | Versenyszám | Idő       | Pont      | Eredmény   | Pont       | Eredmény  | Pont      | Idő   | Pont  | Eredmény   | Pont       | Eredmény      | Pont          | Idő     | Pont  | Pont        | Helyezés    |
| --------------- | ----------- | --------- | --------- | ---------- | ---------- | --------- | --------- | ----- | ----- | ---------- | ---------- | ------------- | ------------- | ------- | ----- | ----------- | ----------- |
| Iammogapi Launa | Hétpróba    | 16,42     | 664       | 150 cm     | 621        | 11,78 m   | 647       | 26,16 | 783   | 488 cm     | 527        | 46,38 m       | 790           | 2:43,43 | 534   | 4566        | 25.         |

* - egy másik versenyzővel azonos eredményt ért el

## Ökölvívás
| Versenyző         | Versenyszám  | Selejtező                       | 32-es főtábla           | Nyolcaddöntő      | Negyeddöntő       | Elődöntő          | Döntő             | Helyezés |
| Versenyző         | Versenyszám  | Ellenfél Eredmény               | Ellenfél Eredmény       | Ellenfél Eredmény | Ellenfél Eredmény | Ellenfél Eredmény | Ellenfél Eredmény | Helyezés |
| ----------------- | ------------ | ------------------------------- | ----------------------- | ----------------- | ----------------- | ----------------- | ----------------- | -------- |
| Washington Banian | Papírsúly    | erőnyerő                        | Scotty Olson (CAN) · KO | kiesett           | kiesett           | kiesett           | kiesett           | 17.      |
| Jonas Bade        | Kisváltósúly | Anoumou Aguiar (TOG) · kizárták | kiesett                 | kiesett           | kiesett           | kiesett           | kiesett           | 33.      |

## Súlyemelés
| Versenyző     | Versenyszám | Szakítás | Szakítás | Lökés    | Lökés    | Összesen | Helyezés |
| Versenyző     | Versenyszám | Eredmény | Helyezés | Eredmény | Helyezés | Összesen | Helyezés |
| ------------- | ----------- | -------- | -------- | -------- | -------- | -------- | -------- |
| Pinye Malaibi | 67,5 kg     | 105,0    | 20.      | 125,0    | 19.      | 230,0    | 19.      |
| Roger Token   | 75 kg       | 110,0    | 21.      | 145,0    | 20.      | 255,0    | 20.      |

## Vitorlázás
Férfi
| Versenyző   | Versenyszám | Futam   | Futam | Futam | Futam  | Futam  | Futam | Futam   | Pontszám | Helyezés |
| Versenyző   | Versenyszám | 1       | 2     | 3     | 4      | 5      | 6     | 7       | Pontszám | Helyezés |
| ----------- | ----------- | ------- | ----- | ----- | ------ | ------ | ----- | ------- | -------- | -------- |
| Graham Numa | Divízió II  | (52,0*) | 45,0  | 48,0  | 52,0** | 52,0** | 52,0* | 52,0*** | 301,0    | 44.      |

* - nem ért célba

** - kizárták (korai rajt)

*** - nem indult